# Games-In Verlag
Der Games-In Verlag war ein in München ansässiger Verlag für Pen-&-Paper-Rollenspiele sowie Fantasy- und Science-Fiction-Literatur.
Gegründet wurde der Verlag im Jahre 1979 von Karl-Heinz Strietzel. Ursprünglich veröffentlichte er Zubehör zu deutschsprachigen Rollenspielen auf den Markt, später brachte er sein eigenes Rollenspiel Ruf des Warlock heraus.
Später erscheinen im Games-In Verlag zudem die Rollenspiele Saga, Plüsch, Power & Plunder (PP&P), 7te See, des Weiteren übersetzt der Verlag als Rechteinhaber für den deutschsprachigen Raum die Spielsysteme Cyberpunk 2020 und Earthdawn sowie die Rollenspielhandbücher Grimzahns Fallen. Der Verlag war klein, wurde aber durch eine Vielzahl an externen Mitarbeitern unterstützt.
Neben dem Onlineshop wurde bis Ende 2014 auch ein Ladenlokal in München-Maxvorstadt betrieben. Seit 2015 fokussiert der Verlag auf den Online-Versand der Verlagsprodukte sowie frühere Raritäten der Rollenspielerszene.
Nach dem Tod des Inhabers am 12. März 2021 wurde der Verlag geschlossen.